# Pantarka czarna
Pantarka czarna (Agelastes niger) – gatunek średniej wielkości ptaka z rodziny perlic (Numididae). Występuje w Afryce Środkowej. Nie jest zagrożony wyginięciem.

## Występowanie
Pantarka czarna występuje od południowo-wschodniej Nigerii i południowego skraju Republiki Środkowoafrykańskiej na północy przez Kamerun, Gabon i Gwineę Równikową po angolską prowincję Kabinda na południu oraz przez północne Kongo po skrajnie północno-wschodnią Demokratyczną Republikę Konga na wschodzie.

## Systematyka

### Taksonomia
Takson po raz pierwszy opisany przez Johna Cassina w 1857 roku pod nazwą Phasidus niger. Opis ukazał się w czasopiśmie „Proceedings of the Academy of Natural Sciences of Philadelphia”. Jako miejsce typowe autor wskazał Cape Lopez w Gabonie. Wcześniej umieszczany w monotypowym rodzaju Phasidus, ale uważa się, że jest ściśle związany z pantarką białoszyją (Agelastes meleagrides). Takson monotypowy, nie wyróżniono podgatunków.

### Etymologia
Nazwa rodzajowa pochodzi od greckiego słowa αγελαστος agelastos – „posępny, ponury” (negatywny przedrostek α- a- oraz γελαστης gelastēs – „śmiejąca się osoba” (γελαω gelaō – „śmiać się”)). Epitet gatunkowy pochodzi od łacińskiego słowa niger – „czarny, ciemny kolor, lśniąca czerń”.

## Morfologia
Długość ciała 40–43 cm, masa ciała około 700 g. Samiec z reguły jest większy od samicy. Głowa naga o kolorze ciemnoróżowym lub różowym, z krótkim grzebieniem koloru czarnego. Na gardle i szyi kilka puchowych piór. Reszta upierzenia koloru czarnego z wyjątkiem płowo-białego środka brzucha. Od jednej do trzech ostróg. Samica podobna do samca, ale posiada tylko jedną ostrogę. Tęczówki brązowoszare, dziób zielonkawoszary, nogi szarobrązowe. U osobników młodocianych pióra na brzuchu koloru białego, końcówki piór na górnych częściach ciała koloru szarego, pokrywy szarobrązowe, brak ostróg. 

### Głos
Muzyczne, piskliwe „kwi” powtarzane często w tempie 2–3 razy na sekundę, w czasie zagrożenia głos staje się jeszcze przenikliwszy i powtarzany jest szybciej: w tempie 5–6 razy na sekundę.

## Ekologia

### Siedlisko i pokarm
Pantarka czarna zamieszkuje gęste, pierwotne lasy deszczowe, preferując gęste zarośla. W Gabonie widywana także na skraju lasu, w północnej Angoli na porzuconych uprawach na polanach, w Kamerunie najwyraźniej ogranicza się do wnętrza lasu.
Poluje głównie na owady, chrząszcze, mrówki oraz termity. Spożywa też inne bezkręgowce takie jak stonogi, czasami również małe żaby. Spożywany materiał roślinny zawiera twarde nasiona, zielone liście i owoce (np. palm). Pokarm zdobywa na ziemi, grzebiąc w ziemi, czasami w grupach liczących do dziesięciu ptaków.

### Rozród
Pantarka czarna prawdopodobnie jest monogamiczna. Sezon rozrodczy w północno-wschodniej Demokratycznej Republice Konga przypada prawie w każdym miesiącu, ale przede wszystkim w bardziej suchym okresie od grudnia do lutego. W innych rejonach zasięgu występowania pantarki czarnej sezon rozrodczy jest słabo poznany, ptaki zaobserwowane w okresie od grudnia do marca w Kongu oraz we wrześniu w Angoli nie były w trakcie rozrodu. Gniazdo nieopisane. Jaja koloru bladoczerwono-brązowego, czasami z żółtym lub fioletowym odcieniem. Wymiary jaja 42×34 mm. Upierzenie piskląt głównie rudo-ciemne i czarne.

## Status zagrożenia
W Czerwonej księdze gatunków zagrożonych Międzynarodowej Unii Ochrony Przyrody jest zaliczany do kategorii LC (najmniejszej troski) nieprzerwanie od 1988 roku. Całkowita populacja pantarek czarnych może liczyć 100 000 – 500 000 osobników. Pomimo trendu spadkowego na skutek utraty siedlisk i polowań, gatunek ten nadal jest szeroko rozpowszechniony.